# Джозеф (Юта)
Джозеф (англ. Joseph) — місто (англ. town) в США, в окрузі Севір штату Юта. Населення — 288 осіб (2020).

## Географія
Джозеф розташований за координатами 38°37′29″ пн. ш. 112°13′12″ зх. д. / 38.62472° пн. ш. 112.22000° зх. д. (38.624726, -112.219871).  За даними Бюро перепису населення США в 2010 році місто мало площу 2,35 км², уся площа — суходіл.

## Демографія
Згідно з переписом 2010 року, у місті мешкали 344 особи в 110 домогосподарствах у складі 92 родин. Густота населення становила 146 осіб/км².  Було 129 помешкань (55/км²).
Расовий склад населення:
| - 98,8 % — білих - 0,3 % — вихідців з тихоокеанських островів - 0,3 % — чорних або афроамериканців |

До двох чи більше рас належало 0,0 %. Частка іспаномовних становила 1,7 % від усіх жителів.
За віковим діапазоном населення розподілялося таким чином: 32,3 % — особи молодші 18 років, 56,1 % — особи у віці 18—64 років, 11,6 % — особи у віці 65 років та старші. Медіана віку мешканця становила 33,0 року. На 100 осіб жіночої статі у місті припадало 119,1 чоловіків;  на 100 жінок у віці від 18 років та старших — 115,7 чоловіків також старших 18 років.
Середній дохід на одне домашнє господарство  становив 50 915 доларів США (медіана — 42 083), а середній дохід на одну сім'ю — 55 575 доларів (медіана — 44 028). За межею бідності перебувало 14,3 % осіб, у тому числі 16,7 % дітей у віці до 18 років та 19,0 % осіб у віці 65 років та старших.
Цивільне працевлаштоване населення становило 152 особи. Основні галузі зайнятості: освіта, охорона здоров'я та соціальна допомога — 25,0 %, роздрібна торгівля — 21,1 %, транспорт — 13,8 %, виробництво — 13,8 %.